# Guillerval
Guillerval es una comuna francesa situada en el departamento de Essonne, en la región de Isla de Francia.

## Demografía
| 625 | 420 | 425 | 587 | 686 | 708 | 813 |
| Para los censos de 1962 a 1999 la población legal corresponde a la población sin duplicidades (Fuente: INSEE [Consultar]) |     |     |     |     |     |     |